# サウスジョージア博物館

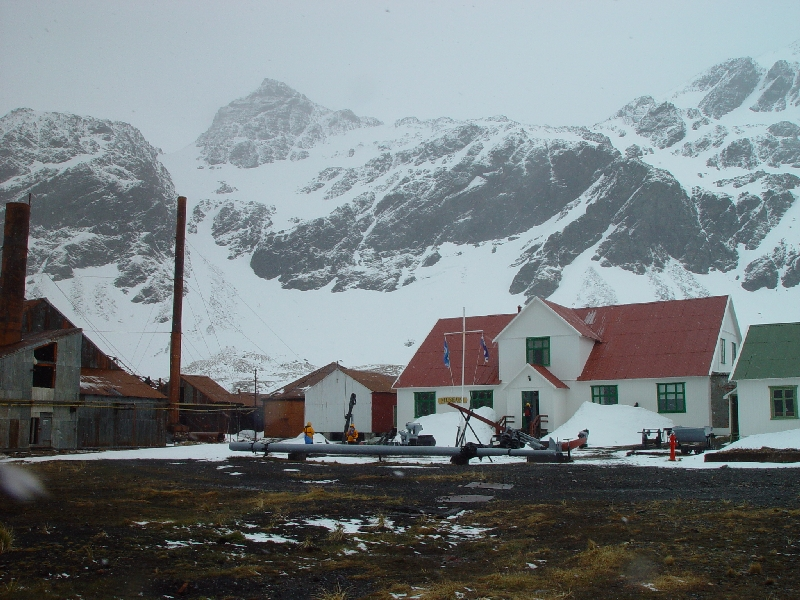
South Georgia Museum, Grytviken

サウスジョージア博物館（サウスジョージアはくぶつかん、South Georgia Museum）は、イギリスの海外領土サウスジョージア・サウスサンドウィッチ諸島サウスジョージア島のグリトビケンに位置する博物館。
1992年、捕鯨博物館として開館。

## 展示物
- 島に関する事象（アザラシ漁（seal hunting）、自然史、海事、フォークランド紛争など）
- 「ダンカン・カース（Duncan Carse）[1]の胸像」ジョン・エドガー（Jon Edgar）作

## 参照
1. ↑  サウスジョージア・サウスサンドウィッチ諸島の地図作成に貢献。　カース山（Mount Carse）はダンカン・カースの名前に因む。

- Tim and Pauline Carr.  Antarctic Oasis: Under the Spell of South Georgia. New York & London: W.W. Norton & Co., 1998.